# Damiano Tommasi
Damiano Tommasi (17. květen 1974, Negrar, Itálie) je italský politik a bývalý italský fotbalový záložník. Od června 2022 je starostou města Verony.

## Klubová kariéra
Od roku 1990 byl hráčem Verony. První utkání za dospělé odehrál v sezoně 1993/94 po boku Pessotta a Inzaghiho. Ve Veroně zůstal do sezony 1995/96. Poté byl prodán do prvoligového Říma.
Za vlky hrál deset sezon a stal se důležitým hráčem. V sezoně 2000/01 vyhrál s klubem titul a také italský superpohár. V italském poháru došel třikrát nejdále do finále, jenže vždy prohrál (2002/03 a 2004/05, 2005/06). Za vlky odehrál celkem 351 utkání a vstřelil 21 branek.
V létě 2006 odešel do španělského klubu Levante. Zde působil dva roky a v létě 2008 odešel do Anglie hrát za Queens Park Rangers FC. V klubu působil jen do ledna 2009, když požádal vedení klubu o uvolnění. Po uvolnění o něj projevil zájem čínský klub Tchien-ťin Teda. S klubem podepsal smlouvu a nakonec do června odehrál 29 utkání. Po tomhle angažmá ukončil profesionální kariéru a odcestoval zpět do Itálie.
Po návratu z Číny se sice rozloučil z profesionálním fotbalem, ale fotbal nepřestal hrát. V letech 2009 až 2015 hrál za Sant'Anna d'Alfaedo v regionální lize. V červnu 2015 obdržel nabídku od sanmarinského klubu La Fiorita, aby odehrál před kolového utkání do EL. Tomto klubu vždy pomáhal předkolech o evropské poháry. Fotbal ukončil v roce 2019.

## Po fotbalová kariéra
Od 9. května 2011 byl v čele v Italské fotbalové federace. Na svůj post rezignoval 29. června 2020. V lednu 2022 kandidoval na starostu města Verony. Dne 26. června 2022 se díky 53,40 % hlasů se jím stal.

## Hráčská statistika
| Sezóna               | Klub                 | Liga                 | Liga   | Liga | Ligové poháry | Ligové poháry | Ligové poháry | Kontinentální poháry | Kontinentální poháry | Kontinentální poháry | Celkem | Celkem |
| Sezóna               | Klub                 | Soutěž               | Zápasy | Góly | Soutěž        | Zápasy        | Góly          | Soutěž               | Zápasy               | Góly                 | Zápasy | Góly   |
| -------------------- | -------------------- | -------------------- | ------ | ---- | ------------- | ------------- | ------------- | -------------------- | -------------------- | -------------------- | ------ | ------ |
| 1993/94              | Verona               | Serie B              | 9      | 0    | IP            | 0             | 0             | -                    | 0                    | 0                    | 9      | 0      |
| 1994/95              | Verona               | Serie B              | 32     | 0    | IP            | 0             | 0             | -                    | 0                    | 0                    | 32     | 0      |
| 1995/96              | Verona               | Serie B              | 36     | 4    | IP            | 1             | 0             | -                    | 0                    | 0                    | 37     | 4      |
| 1996/97              | Řím                  | Serie A              | 30     | 1    | IP            | 0             | 0             | UEFA                 | 4                    | 2                    | 34     | 3      |
| 1997/98              | Řím                  | Serie A              | 33     | 0    | IP            | 6             | 0             | -                    | 0                    | 0                    | 39     | 0      |
| 1998/99              | Řím                  | Serie A              | 33     | 1    | IP            | 3             | 0             | UEFA                 | 8                    | 0                    | 44     | 1      |
| 1999/00              | Řím                  | Serie A              | 33     | 2    | IP            | 3             | 0             | UEFA                 | 6                    | 0                    | 42     | 2      |
| 2000/01              | Řím                  | Serie A              | 34     | 3    | IP            | 1             | 0             | UEFA                 | 8                    | 0                    | 43     | 3      |
| 2001/02              | Řím                  | Serie A              | 33     | 2    | IP+IS         | 3+1           | 1+0           | LM                   | 9                    | 1                    | 46     | 4      |
| 2002/03              | Řím                  | Serie A              | 20     | 3    | IP            | 6             | 0             | LM                   | 10                   | 0                    | 36     | 3      |
| 2003/04              | Řím                  | Serie A              | 20     | 0    | IP            | 4             | 1             | UEFA                 | 5                    | 0                    | 29     | 1      |
| 2004/05              | Řím                  | Serie A              | 0      | 0    | IP            | 0             | 0             | LM                   | 0                    | 0                    | 0      | 0      |
| 2005/06              | Řím                  | Serie A              | 27     | 2    | IP            | 8             | 2             | UEFA                 | 3                    | 0                    | 38     | 4      |
| 2006/07              | Levante              | Primera División     | 29     | 0    | ŠP            | 2             | 0             | -                    | 0                    | 0                    | 31     | 0      |
| 2007/08              | Levante              | Primera División     | 15     | 1    | ŠP            | 3             | 0             | -                    | 0                    | 0                    | 18     | 1      |
| 2008/09              | QPR                  | EFL Championship     | 7      | 0    | -             | 0             | 0             | -                    | 0                    | 0                    | 7      | 0      |
| 2009                 | Tchien-ťin Teda      | Super League         | 29     | 1    | -             | 0             | 0             | ALM                  | 5                    | 1                    | 34     | 2      |
| 2015                 | La Fiorita           | Sanmarinská liga     | 0      | 0    | -             | 0             | 0             | EL                   | 2                    | 1                    | 2      | 1      |
| 2016                 | La Fiorita           | Sanmarinská liga     | 0      | 0    | -             | 0             | 0             | EL                   | 2                    | 0                    | 2      | 0      |
| 2017                 | La Fiorita           | Sanmarinská liga     | 0      | 0    | -             | 0             | 0             | EL                   | 2                    | 0                    | 2      | 0      |
| 2018                 | La Fiorita           | Sanmarinská liga     | 0      | 0    | -             | 0             | 0             | EL+EL                | 1+2                  | 0+0                  | 3      | 0      |
| 2019                 | La Fiorita           | Sanmarinská liga     | 0      | 0    | -             | 0             | 0             | EL                   | 1                    | 0                    | 1      | 0      |
| Celkem v Serii A a B | Celkem v Serii A a B | Celkem v Serii A a B | 420    | 20   | -             | 41            | 4             | -                    | 68                   | 5                    | 529    | 29     |

## Reprezentační kariéra
Za Itálii odehrál 25 utkání a vstřelil jednu branku. První utkání odehrál 18. listopadu 1998 proti Španělsku (2:2). V letech 1999 až 2000 nebyl nominován do žádného utkání, až trenér Giovanni Trapattoni jej začal využívat a odcestoval i na neúspěšný turnaj MS 2002, kde odehrál všechna utkání. Jeho posledním zápasem bylo proti Rumunsku (1:0) 16. listopadu 2003.

### Statistika na velkých turnajích
| Reprezentace | Rok     | Zápasy             | Zápasy | Zápasy      | Zápasy           | Zápasy           | Zápasy         |
| Reprezentace | Rok     | Fáze turnaje       | Datum  | Soupeř      | Odehraných minut | Vstřelené branky | Výsledek       |
| ------------ | ------- | ------------------ | ------ | ----------- | ---------------- | ---------------- | -------------- |
| Itálie       | OH 1996 | 1 zápas ve skupině | 21. 7. | Mexiko      | 90               | 0                | 0:1            |
| Itálie       | OH 1996 | 2 zápas ve skupině | 23. 7. | Ghana       | 90               | 0                | 2:3            |
| Itálie       | OH 1996 | 3 zápas ve skupině | 25. 7. | Jižní Korea | 90               | 0                | 2:1            |
| Itálie       | MS 2002 | 1 zápas ve skupině | 3. 6.  | Ekvádor     | 90               | 0                | 2:0            |
| Itálie       | MS 2002 | 2 zápas ve skupině | 8. 6.  | Chorvatsko  | 90               | 0                | 1:2            |
| Itálie       | MS 2002 | 3 zápas ve skupině | 13. 6. | Mexiko      | 90               | 0                | 1:1            |
| Itálie       | MS 2002 | Osmifinále         | 18. 6. | Jižní Korea | 120              | 0                | 1:2 v (prodl.) |

## Úspěchy

### Klubové
- 1× vítěz italské ligy (2000/01)
- 1× vítěz italského superpoháru (2001)

### Reprezentace
- 1× na MS (2002)
- 1× na OH (1996)
- 1× na ME U21 (1996 - zlato)